# Mark Bethwaite
Francis Mark Bethwaite (Auckland, Nueva Zelanda, 20 de marzo de 1948) es un deportista australiano que compitió en vela en las clases Flying Dutchman y Soling.
Ganó una medalla de bronce en el Campeonato Mundial de Flying Dutchman de 1971 y una medalla de oro en el Campeonato Mundial de Soling de 1982.

## Palmarés internacional
| Campeonato Mundial | Campeonato Mundial    | Campeonato Mundial | Campeonato Mundial |
| Año                | Lugar                 | Medalla            | Clase              |
| ------------------ | --------------------- | ------------------ | ------------------ |
| 1971               | La Rochelle (Francia) | Medalla de bronce  | Flying Dutchman    |

| Campeonato Mundial | Campeonato Mundial | Campeonato Mundial | Campeonato Mundial |
| Año                | Lugar              | Medalla            | Clase              |
| ------------------ | ------------------ | ------------------ | ------------------ |
| 1982               | Perth (Australia)  | Medalla de oro     | Soling             |